# Troy (Montana)
Troy – miasto w Stanach Zjednoczonych, w stanie Montana, w hrabstwie Lincoln.